# Naše Rajče
Naše rajče je česká farma, jeden z největších tuzemských pěstitelů a dodavatelů rajčat na český trh. Firemní skleníky se nacházejí v Kadani v Ústeckém kraji, kde běží produkce celý rok. Produkce farmy o objemu cca 6 500 tun ročně pokrývá cca 9 % spotřeby rajčat v České republice. Rozloha skleníků je celkem 11 hektarů a roste v nich přibližně 175 000 rostlin.

## Vznik společnosti
Farmy společnosti stojí u Kadaně od roku 2019, přičemž původní projekt na stavbu skleníků vznikl už v roce 2015. Skleníky vyrostly na nevyužitém brownfieldu, v místech bývalé elektrárny Tušimice I., přičemž využívají k vytápění odpadní teplo ze stále fungující elektrárny Tušimice II.
Firmu založil a řídí Lukáš Rázl.

## Pěstování rajčat
Rajčata se pěstují v kokosové drti, za pomoci počítačem přesně řízeného složení atmosféry, světelných podmínek, tepla a dávkovaného přísunu živin a vody. Využívá se dešťová voda a rostliny opylovávají místní čmeláci. Rajčata nekoření v zemině, ale ve vodě s kokosovou drtí v hydroponických sklenících. Z tohoto důvodu nemůže mít farma označení bio, jinak ale podmínkám ekologického zemědělství vyhovuje. Každé dva měsíce probíhá certifikovaná kontrola orgány státní správy. Důležitým aspektem péče o rajčata je práce se světelným spektrem. Pomocí správně simulovaných světelných podmínek mají rostliny cyklus rána, poledne a večera. Žádný ze 75 zaměstnanců skleníků nesmí být kuřák, protože na tabákových listech žije pro rajčata nebezpečný virus, který by se na rajčata mohl při manipulaci přenést. Dodání zralých plodů spotřebiteli se děje do 12, resp. nejpozději 24 hodin od utržení.
Farma pěstuje tři druhy rajčat: odrůdy siranzo, saluoso a primioso. Siranzo je středně velké keříkové rajče, nejčastěji využívané do salátů či omáček. Saluoso jsou tzv. cherry rajčátka, tedy rajčata koktejlové velikosti. Primioso jsou středně velká rajčata s cukernatostí až 6,4 °Bx.

## Ekologická stopa
Pěstování rajčat na farmě probíhá bez využití chemických prostředků a hnojiv, farma využívá biologickou ochranu. Opylování rostlin zajišťuje čmelák zemní, jehož kolonie jsou chovány přímo ve sklenících. O likvidaci případných škůdců se starají některé druhy dravých brouků. Dešťovou vodu pěstitelé zachytávají pro potřeby zalévání.
Společnost zároveň využívá symbiózy rostlin rajčete a některých druhů hub; ty jsou pěstovány přímo na listech rajčat a taktéž na jejich kořenech. U rostlin to pomáhá snadnějšími příjmu živin do rostlin a tím i jejich lepšímu přenosu do plodů.
Rostliny rajčat mají vysokou spotřebu skleníkového plynu oxidu uhličitého (CO2), který rozkládají na uhlík a kyslík při fotosyntéze. Z toho důvodu musí být pěstební prostor skleníku soustavně doplňován oxidem uhličitým, a to v objemu cca 6000 tun CO2 ročně. Celková uhlíková stopa celoroční produkce kadaňské farmy je tedy v součtu v záporných číslech.

## Vize technologické budoucnosti
Firma chystá rozsáhlé technologické inovace v oblasti robotizace a digitalizace individuální péče o rostliny s využitím umělé inteligence. Také plánuje vybudování energetického hubu, kterým by soběstačně získávala a ukládala energii vzniklou z obnovitelných zdrojů a spalováním vodíku. Cílem je stát se soběstačnou farmou nezávislou na vnějších energetických a klimatických podmínkách.

## Ocenění
Farma Naše Rajče obdržela pro odrůdu Siranzo v roce 2021 ocenění Klasa a pro odrůdu Honey Cherry ocenění Regionální potravina v roce 2022.